# 스발바르 공항
스발바르 롱이어 공항(노르웨이어: Svalbard lufthavn Longyear 뉘노르스크: Svalbard lufthavn Longyear, IATA: LYR, ICAO: ENSB)는 스발바르 유일의 도시인 롱이어비엔에서 북서쪽으로 5km가량 떨어진 호텔네셋(노르웨이어: Hotellneset)에 위치한 공항으로, 정기 항공노선이 있는 공항 중 최북단의 공항이자, 스발바르 제도의 유일한 공영 공항이다.
스발바르 제도에 항공으로 방문하려면 반드시 이곳을 거쳐야 한다. 또한 극지연구소 다산과학기지에 접근하기 위해서는 스발바르에 도착한 이후에 뉘올레순으로 가는 경비행기로 갈아타거나 차량이나 스노모빌로 이동해야 한다.

## 취항지

### 여객편
| 항공사            | 도착지                   |
| ----------------- | ------------------------ |
| 스칸디나비아 항공 | 오슬로, 트롬쇠           |
| 노르웨이 에어셔틀 | 오슬로                   |
| 루푸트트랜스포트  | 전세편: 스베아, 뉘올레순 |

### 화물편
| 항공사            | 도착지 |
| ----------------- | ------ |
| 웨스트 에어스웨덴 | 트롬쇠 |